# Chelsea Peretti
Chelsea Vanessa Peretti (Contra Costa County, 20 februari 1978) is een Amerikaans actrice en scenarioschrijver. Ze kreeg met name bekendheid door haar vertolking van Gina Linetti in de televisieserie Brooklyn Nine-Nine.
Peretti's vader is van Italiaanse en Engelse komaf en haar moeder is Joods. Ze werd geboren in Contra Costa County en verhuisde later naar Oakland. Ze zat tegelijkertijd op dezelfde basisschool als Andy Samberg, haar latere medespeler in Brooklyn Nine-Nine. Na High School in Oakland ging ze studeren aan het Barnard College in New York. In 2000 studeerde ze af. 
Ze vertrok weer naar de westkust om in Los Angeles te gaan werken als actrice en comédienne. Haar eerste rol was in een aflevering van Comedy Lab in 2004. Hierna trad ze onder ander op in The Sarah Silverman Program, Parks and Recreation en Louie. Van 2013 tot 2015 was ze regelmatig te zien in de Kroll Show op Comedy Central.
Sinds 2013 is ze te zien in de comedyserie Brooklyn Nine-Nine. Ze speelt de eigenwijze, ietwat onwetende assistent Gina Linetti. Deze rol speelde ze ook in een aflevering van de serie New Girl. Als stemacteur was ze te horen in de animatieserie China, IL. Ook is ze te horen in het computerspel Grand Theft Auto IV.
Naast acteerwerk is Peretti ook actief als scenarioschrijver. Ze schreef enkele afleveringen van Saturday Night Live, de Kroll Show en Parks and Recreation.
Haar broer Jonah Peretti is de oprichter van de clickbaitwebsite BuzzFeed en medeoprichter van de The Huffington Post.
Perreti is getrouwd met cabaretier en filmmaker Jordan Peele met wie ze een relatie heeft sinds 2013. In 2017 kregen ze samen een zoon.
- Library of Congress Control Number: no2016108823
- MusicBrainz: 343a3096-babf-4822-9ed8-efe3fbdd6b70
- Nederlandse Thesaurus van Auteursnamen: 384074936
- Virtual International Authority File: 317164655
- WorldCat: E39PBJgMBYXhqkv7DYRPJCQwmd